# Ali Rial
Ali Rial (Zemmouri, 26 de março de 1980) é um futebolista profissional argelino que atua como defensor.

## Carreira
Ali Rial representou o elenco da Seleção Argelina de Futebol no Campeonato Africano das Nações de 2013.